# Pharos Lighthouse (Fleetwood)
Das Pharos Lighthouse ist ein Leuchtturm in Fleetwood, Lancashire, England. Der Leuchtturm, der auch als Upper Light bekannt ist, signalisiert im Zusammenspiel mit dem Beach Lighthouse und dem Wyre Light die Einfahrt in den Hafen von Fleetwood durch das von Sandbänken gekennzeichnete Ästuar des River Wyre. Der Leuchtturm steht mitten in einem Wohngebiet in der Pharos Street, was ihm seinen Namen in Anlehnung an den Pharos Leuchtturm in Alexandria einbrachte.
Der 29 m hohe Leuchtturm wurde 1839 von Decimus Burton und Captain Henry Mangles Denham entworfen und aus Sandstein gebaut. Am 1. Dezember 1840 wurde der Turm in Betrieb genommen.
Der Leuchtturm sendet ein grünes Licht, das 22 km weit sichtbar ist und das, wenn es sich direkt über dem Licht des Beach Lighthouse befindet, auf das Wyre Light hinweist, das 3,7 km vor der Küste auf der North Wharf Bank die Einfahrt in den Schifffahrtskanal des Wyre markiert.
Der Leuchtturm ist ein Baudenkmal, das von English Heritage als Grade-II-Monument geführt wird.